# Liban na Letnich Igrzyskach Olimpijskich 1964
Liban na Letnich Igrzyskach Olimpijskich 1964 reprezentowało 5 zawodników (wszyscy mężczyźni). Nie zdobyli oni żadnego medalu na tych igrzyskach.